# 陸軍歩兵学校 (アメリカ合衆国)
陸軍歩兵学校 (アメリカ合衆国)（英：United States Army Infantry School）は歩兵の教育訓練を専門とするアメリカ陸軍の学校である。ジョージア州フォート・ベニングに置かれている。

## 組織

### 現在の編制
- 第197歩兵旅団（英語版）
  - 第29歩兵連隊第2大隊
  - 第46歩兵連隊第1大隊
  - 第47歩兵連隊第2大隊
  - 第47歩兵連隊第3大隊
  - 第54歩兵連隊第3大隊
- 第198歩兵旅団（英語版）
  - 第19歩兵連隊第1大隊
  - 第19歩兵連隊第2大隊
  - 第50歩兵連隊第1大隊
  - 第54歩兵連隊第2大隊
  - 第58歩兵連隊第2大隊

第197歩兵旅団及び第198歩兵旅団の任務は、民間人に対して、陸軍の価値観、基礎的な兵士スキル、身体適性、人格、自信、献身及び戦士の倫理（兵士の信条）を訓練して、任務達成できる適応性と柔軟性を持つ歩兵に変えることである。そのため第197歩兵旅団及び第198旅団は、歩兵科の新隊員のために、アメリカ陸軍基礎訓練を22週間行う。
- 第199歩兵旅団（英語版）(学校教育を担当)
  - 第199旅団本部及び本部中隊
    - 機動大尉専門課程（英語版）
    - 留学生訓練派遣隊
    - 幹部候補生学校（米陸軍）（英語版）

  - 第11歩兵連隊 第2大隊 (歩兵幹部初級課程(IBOLC))
  - 第11歩兵連隊 第3大隊 (幹部候補生学校 (OCS))
  - 第16騎兵連隊 第2大隊 (機甲幹部初級課程(ABOLC))
  - 第81機甲連隊 第3大隊 (機動中核的研究拠点)
  - Henry Caro下士官アカデミー
    - 機動シニアリーダー課程 (M-SLC)
    - 上級リーダー課程 (ALC)
    - 初級リーダー課程 (BLC)

第199歩兵旅団の任務は、陸軍の価値観に生き、陸軍という職業を受け入れ、視覚化、説明、指導及び戦術的作戦の評価を行って多様な組織に影響を与えることができ、ミッション・コマンドの哲学を理解している適応性のあるリーダーを育成することである。歩兵幹部初級課程は、選抜射手、機関銃手、戦術及び計画作成を含む基本的な歩兵スキルの教育コースである。
- 空挺・レンジャー訓練旅団（レンジャー学校（英語版）） 
  -  第4レンジャー訓練大隊 (駐屯地訓練)
  -  第5レンジャー訓練大隊 (山地訓練)
  -  第6レンジャー訓練大隊 (湿地訓練、キャンプ・ラダー（英語版）、フロリダ州エグリン空軍基地（英語版）)
  -  第507落下傘歩兵連隊（英語版） 第1大隊
    - 空挺学校（英語版）
    - 降下長学校（英語版）
    - 降下誘導員学校（英語版）
    - 落下傘展示チーム-シルヴァーウィング（英語版）

空挺・レンジャー訓練旅団の任務は、レンジャー、空挺、降下長及び降下誘導員課程の訓練を行い、陸軍の戦技競争力、戦術スキル、リーダーシップ能力を向上させることである。国防総省と米陸軍に良く訓練され戦闘に即応できる将兵を送り出す際に、兵士には重要特技者の徽章を装着させる。
- 諸職種協同・戦術局(CATD)
- 作戦・訓練/G-3局
- 歩兵主唱事務所(Office of Infantry Proponency (OIP)) 2003年から"戦士の倫理"プログラムを開始。

### 特別な編成
歩兵学校の職種専門課程（ブラッドレー、ストライカー、重火器、狙撃等）は、機動中核的研究拠点(MCoE)の権限の下、機甲学校所属の第316騎兵旅団第29歩兵連隊が担当する。このような態勢となったのは、2007年7月の陸軍再編と2013年12月12日の部隊改廃により部隊が整理統合されたためである。

## 歩兵科部長
歩兵科部長は学校及び学校本部の主唱者である。
| No. | 画像       | 名前                               | 着任 | 離任             |
| --- | ---------- | ---------------------------------- | ---- | ---------------- |
| 1   |            | 少将 チャールズS.ファーンズワース  | 1920 |                  |
| 4   | 23-wells l | 准将 ブライアントH.ウェルズ        | 1924 |                  |
|     |            | 少将 Stephen Odgen Fuqua           | 1929 |                  |
| 6   |            | 少将 コートニー・ホッジス          | 1941 | 1942 事務所 廃止 |
|     |            | 少将 ジョン W. フォス              |      | 1985             |
| 47  |            | 少将 ベンジャミン・フリークリー    | 2003 | 2005             |
| 48  |            | 少将 ウォルター・ウォダコフスキ    | 2005 | 2008             |
| 49  |            | 少将 マイケル・D・バルベロ         | 2008 | 2009             |
| 50  |            | 少将 マイケル・フェリター          | 2009 | 2009             |
| 51  |            | 准将 Bryan Owens                   | 2009 | 2011             |
| 52  |            | 准将 Walter Piatt                  | 2011 | 2012             |
| 53  |            | 准将 David B. Haight               | 2012 | 2013             |
| 54  |            | 大佐 Robert E. Choppa              | 2013 | 2014             |
| 55  |            | 准将 James E. Rainey               | 2014 | 2015             |
| 56  |            | 准将 Peter Jones                   | 2015 | 2017             |
| 57  |            | 准将 クリストファー・T・ドナヒュー | 2017 | 2018             |
| 58  |            | 大佐 Townley R. Hedrick            | 2018 | 2018             |
| 59  |            | 准将 David M. Hodne                | 2018 | 現在             |